# Five Points (Manhattan)

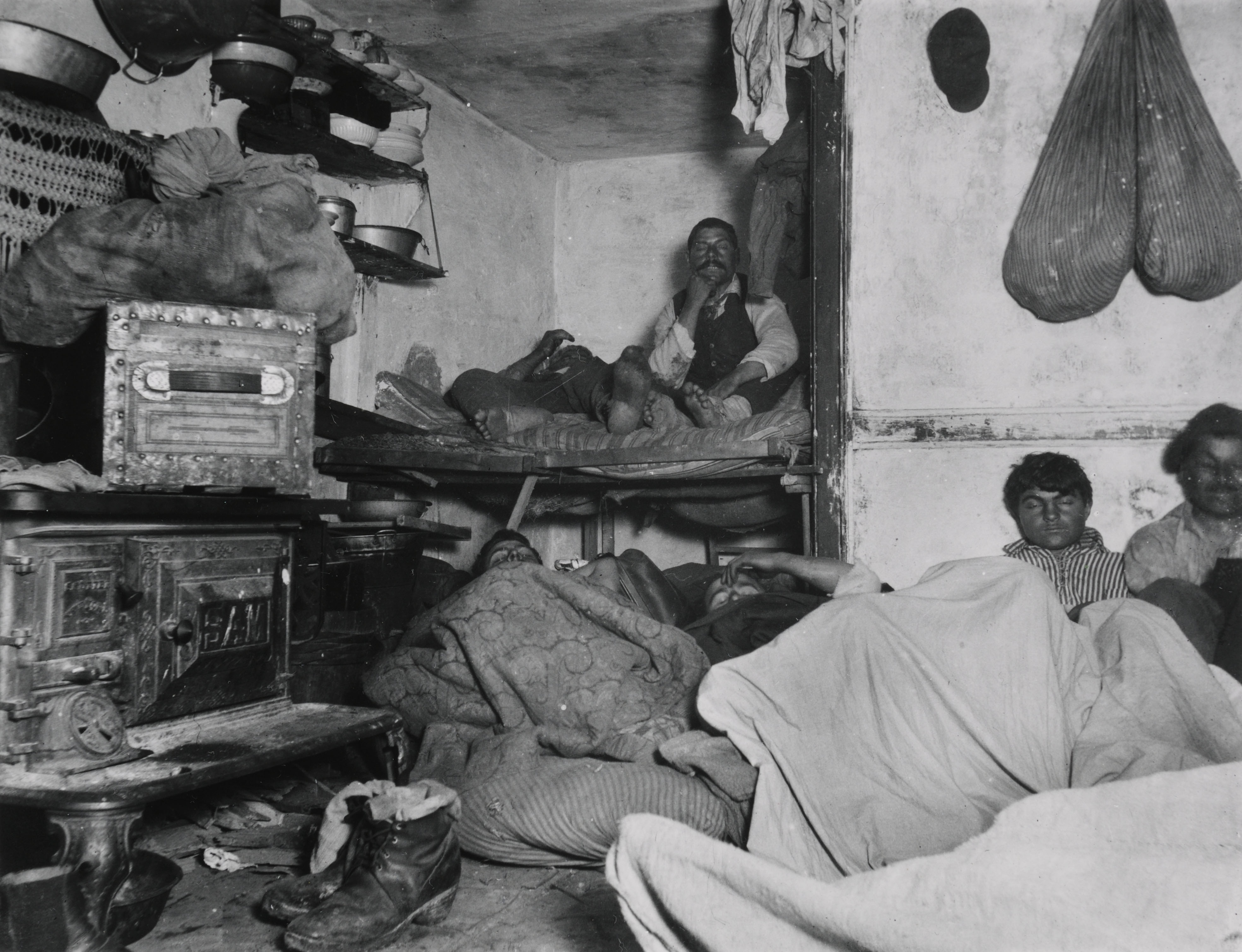
Habitantes en un atestado edificio de departamentos en Bayard Street, 1889

Five Points o The Five Points (en inglés: "Los cinco puntos") fue un notable barrio marginal antiguamente ubicado en el bajo Manhattan en Nueva York, Estados Unidos. El barrio fue parcialmente construido en terrenos que fueron ganados a la laguna llamada Collect Pond y normalmente se considera que está limitado por las calles Centre Street al oeste, el Bowery al este, Canal Street al norte y Park Row al sur. Los Five Points fueron conocidos a nivel internacional como un barrio bajo, densamente poblado, plagado de enfermedades e infestado de criminales que existió por más de 70 años.
A lo largo del siglo XX, el área donde estuvieron los Five Points se fue reconstruyendo gradualmente, se cambiaron algunas calles y se cerraron otras. La zona está ocupada en la actualidad por el Civic Centre al oeste y al sur, donde se levantan importantes edificios de gobierno local, estatal y federal. Hacia el este y el norte, lo que había sido el antiguo barrio forma parte del barrio chino de Manhattan.

## Nombre
La intersección de dos calles y una tercera que termina en ese cruce forma cinco esquinas o "puntas" (en inglés: points). Alrededor de 1809, Anthony Street fue extendida hacia el este hasta la intersección de las calles Cross y Orange. Como resultado, el barrio circundante fue llamado Five Points. En 1854 las tres calles fueron renombradas como Worth Street, Park Street y Baxter Street, respectivamente. En 1868, Worth Street fue nuevamente extendida hacia el este desde la intersección de las cinco esquinas hasta Chatham Square, añadiendo una sexta punta. Desde entonces, Baxter fue cerrada al sur de la intersección y Cross fue eliminada en ambos lados de ésta; así, la intersección de Baxter y Worth que se mantiene hasta hoy solo tiene dos esquinas.

## Collect Pond

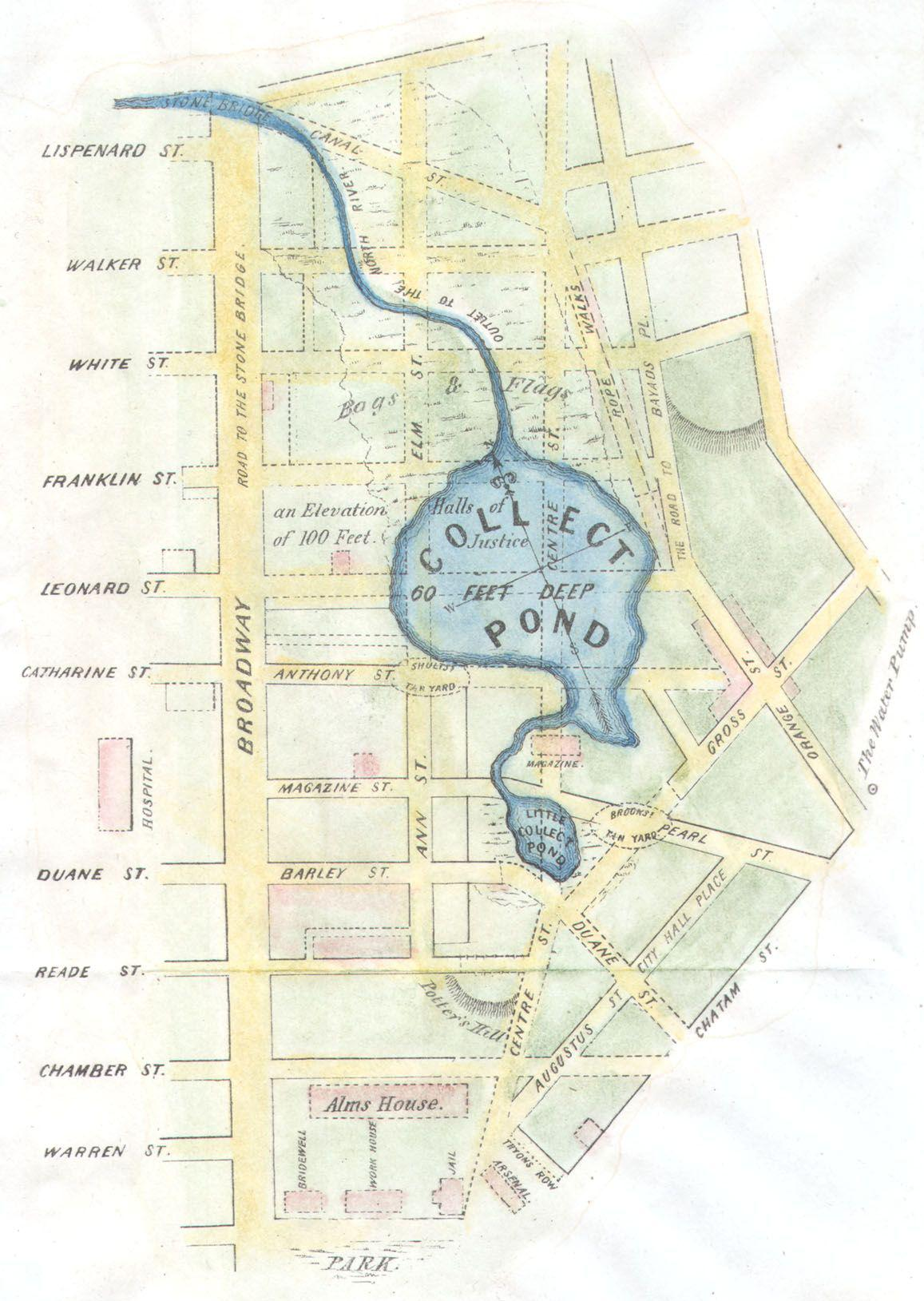
Mapa publicado en 1846 que muestra las calles en 1793, con el Collect Pond, que fue rellenado en 1811. Las calles marcadas con líneas punteadas fueron construidas entre 1793 y 1846.

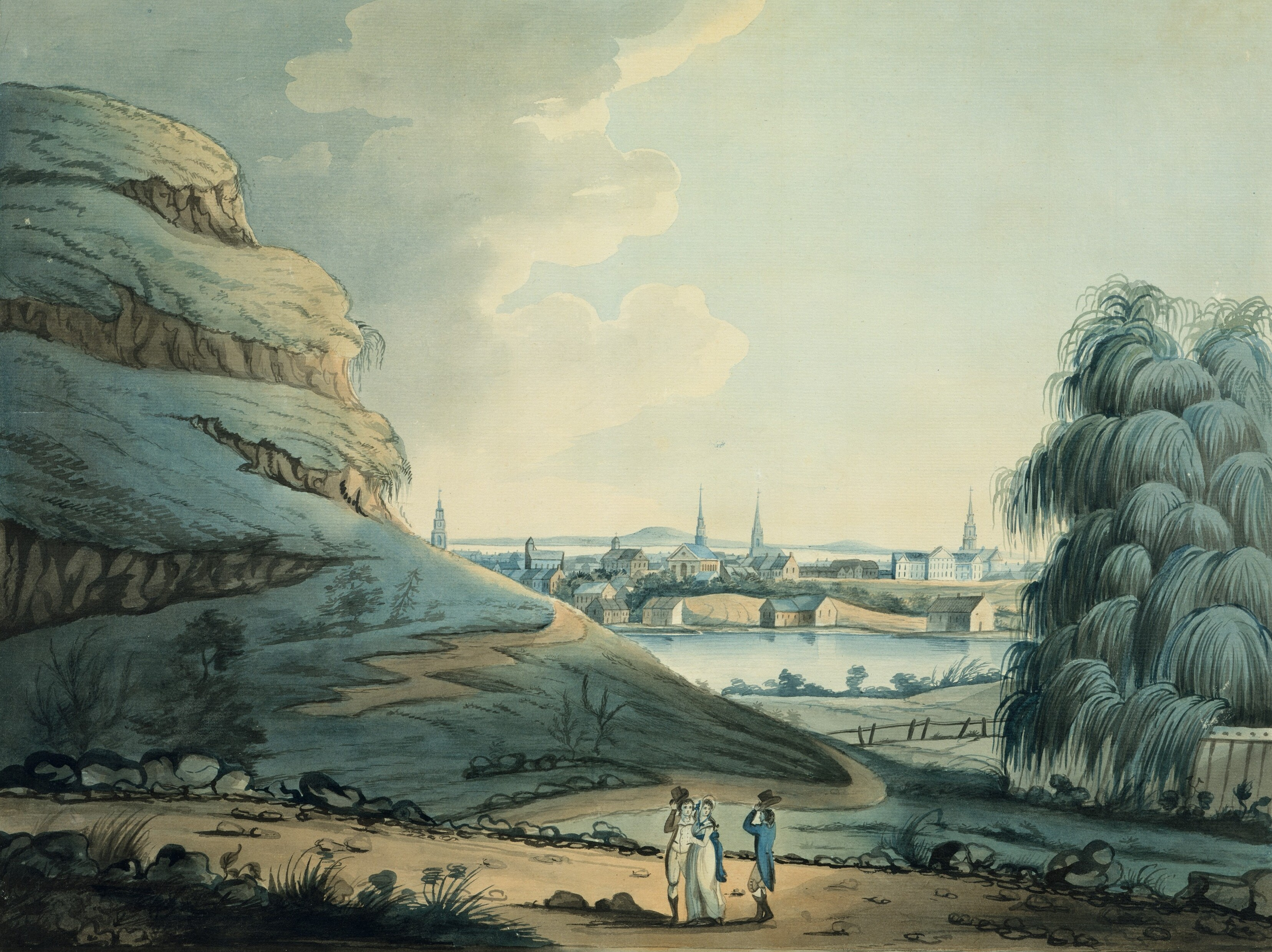
Una acuarela de 1798 del Collect Pond. El monte Bayard, una loma de 34 metros de altura, está en la parte frontal izquierda. Antes de ser nivelado alrededor de 1811, estaba ubicada cerca de la actual intersección de las calles Mott y Grand. Nueva York, que entonces se extendía hasta una palizada que se levantaba en rumbo norte-sureste aproximadamente donde se abre hoy Chambers Street y Broadway, es visible más allá de la orilla sur.

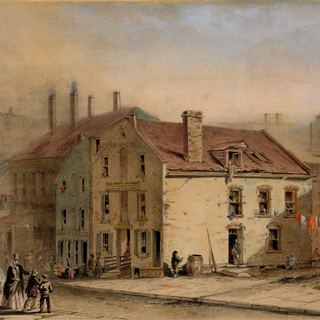
La Coulthard's Brewery (construida hacia 1792) fue convertida luego en un conventillo conocido como "The Old Brewery" tras el pánico financiero de 1837 y la depresión económica resultante.

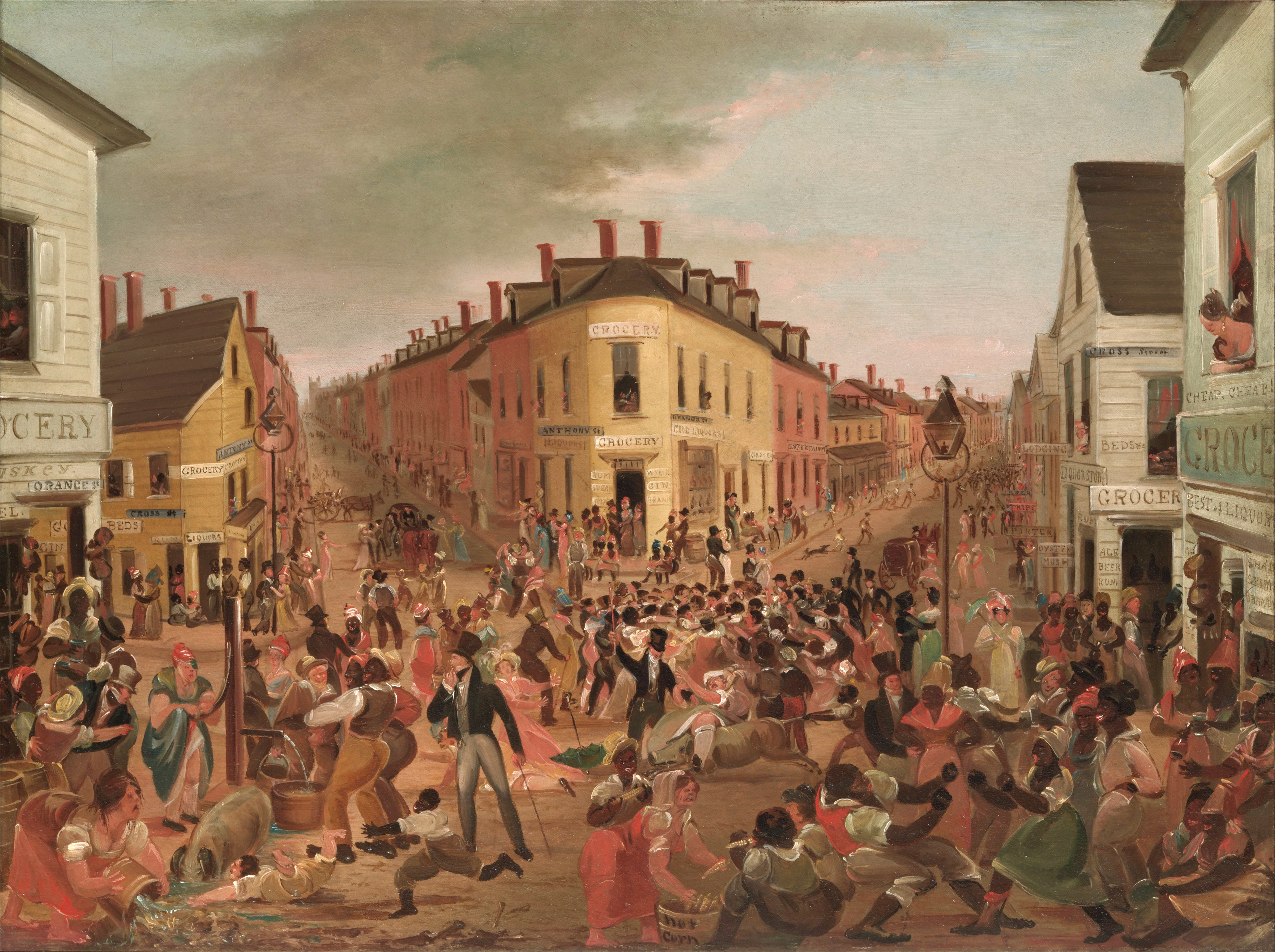
La interesección de Five Points pintada por George Catlin en 1827. Anthony Street se abre hacia la izquierda, Orange Street a la derecha y Cross Street cruza de izquierda a derecha en primer plano. El destruido edificio de departamentos a la izquierda de Anthony Street fue derrumbado en 1832 hasta Little Water Street, y el lote baldío triangular fue lo que se conoció como "Paradise Square".

Durante los primeros dos siglos de establecimiento europeo en Manhattan, la principal fuente de agua potable para la creciente ciudad fue el Collect Pond, o Fresh Water Pond, que también suministraba abundante pesca.
El estanque ocupaba aproximadamente 19 hectáreas y tenía una profundidad de 18 metros. Alimentado por un riachuelo subterráneo, se ubicaba en un valle con el Monte Bayard (que con 34 metros era la loma más alta del bajo Manhattan) al noreste. Un riachuelo fluía al norte desde el estanque y luego hacia el oeste a través de una marisma salina (que, luego de ser drenada, formaría un prado llamado "Lispenard Meadows") hacia el río Hudson, mientras otro riachuelo salía de la parte sureste del estanque y seguía en dirección al este hasta el río Este. En el siglo XVIII, el estanque fue utilizado como una área de pícnic durante el verano y como pista de patinaje sobre hielo durante el invierno.
Desde inicios del siglo XVIII, varios emprendimientos comerciales fueron construidos a lo largo de las orillas del estanque para utilizar el agua. Estos negocios incluyeron la Coulthards Brewery, el matadero de Nicholas Bayard en Mulberry Street (que también fue apodada como "Slaughterhouse Street" - la "calle del matadero"), varias curtidurías en la orilla sudoriental, y talleres de alfarería de los inmigrantes alemanes Johan Willem Crolius y Johan Remmey en Pot Bakers Hill, en la orilla sursureste. Las aguas residuales de estos negocios alrededor del estanque fluían de vuelta al mismo, creando un severo problema de contaminación y un peligro de salud ambiental.
El arquitecto y urbanista Pierre Charles L'Enfant propuso la limpieza del estanque y que se le convirtiera en la pieza central de un parque recreativo, alrededor del cual pudieran crecer las áreas residenciales de la ciudad. Su propuesta fue rechazada y se decidió llenar el estanque. El relleno fue completado en 1811 y casas de clase media fueron rápidamente construidas en el terreno ganado.
El relleno fue pobremente realizado. La vegetación enterrada empezó a producir gas metano debido a la descomposición y el área, ubicada en una depresión natural, carecía de un desagüe adecuado. Como resultado, el terreno fue cediendo. Las casas quedaron sólo en sus cimientos, las calles sin pavimentar quedaron bajo una gran cantidad de barro mezclado con excrementos humanos y animales, y proliferaron los mosquitos en las aguas estancadas creadas por el pobre drenaje.
La mayoría de los habitantes de clases media y alta abandonaron el barrio, dejando el vecindario a merced de los inmigrantes pobres que empezaron a llegar a inicios de los años 1820. Este flujo alcanzó su cota más alta en los años 1840 con la llegada de grandes números de católicos irlandeses que huían de la Gran Hambruna.

## Barrio bajo

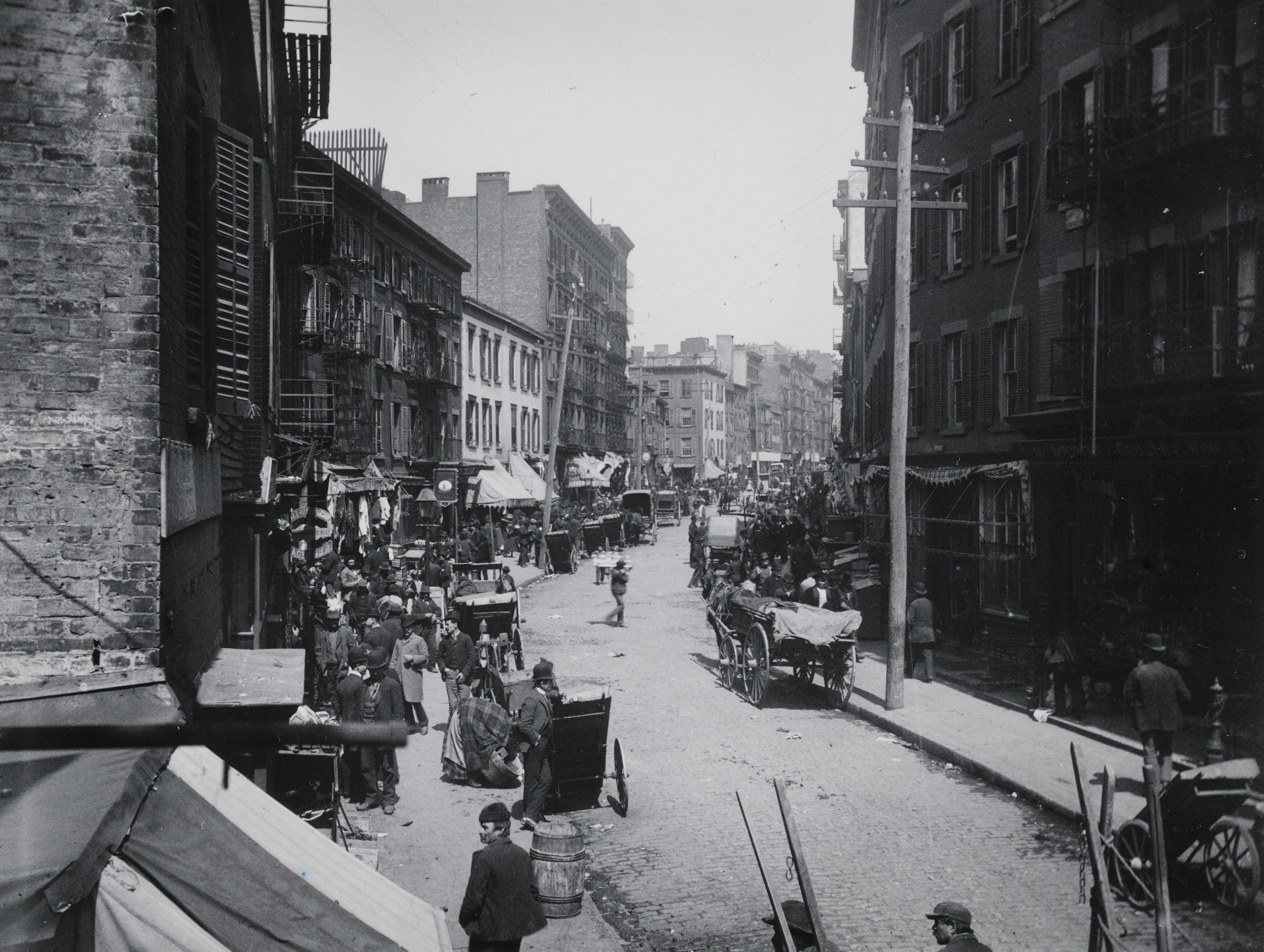
Vista de Mulberry Bend en el barrio de los Five Points (documentado por Jacob Riis, c. 1896) hacia el norte desde los alrededores de Cross Street. Los edificios de departamentos en la izquierda fueron derruidos para crear el Mulberry Bend Park (hoy Columbus Park). Los dos edificios visibles a la derecha, 46 Mulberry Street (c. 1886) en primer plano y el 48-50 Mulberry Street en la curva, siguen en pie.

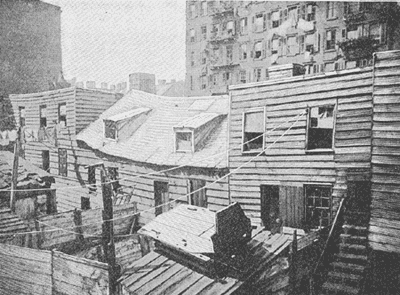
Parte trasera de edificios anteriores a la guerra civil construidos en madera en Mulberry Bend en el barrio de Five Points alrededor de 1872 (Departamento de Salud).

Durante la mayor parte de la ocupación de Five Points, sólo ciertas áreas del East End de Londres competían con él en el mundo occidental en densidad de población, enfermedades, mortalidad infantil, desempleo, prostitución, crimen violento y otras clásicas patologías de la indigencia urbana. Es considerado algunas veces como el original crisol de culturas estadounidense ya que al inicio estaba habitado principalmente por negros recién emancipados (la emancipación gradual llevó al final de la esclavitud en Nueva York el 4 de julio de 1827) e irlandeses étnicos que habían tenido una presencia minoritaria en el área desde los años 1600. La política local de "el antiguo cuartel sexto" (el principal distrito municipal electoral del barrio), a pesar de que no estaba libre de corrupción, estableció importantes precedentes para la elección de católicos en importantes puestos políticos. Antes de ese tiempo, Nueva York, y los Estados Unidos en general, habían sido gobernados sólo por los fundadores anglo-protestantes. Aunque hubo muchas tensiones entre los africanos y los irlandeses, su cohabitación en los Five Points fue la primera instancia de integración racial voluntaria en gran escala de la historia estadounidense. Gradualmente, esta comunidad afroamericana se mudó a tierras sin desarrollar en el oeste de Manhattan, en el extremo norte de la isla, el famoso Harlem, a inicios del siglo XX y luego al otro lado del río Harlem en el South Bronx, mientras la ciudad se extendía hacia el norte.
Se dice que los Five Points tuvieron la ratio más alta de asesinatos que cualquier otro barrio bajo de ese tiempo en el mundo. De acuerdo con una antigua leyenda urbana neoyorquina, The Old Brewery, antiguamente la Coulthard's Brewery de los años 1790, y luego un tugurizado edificio de departamentos en Cross Street que alojaba a mil pobres, es conocida por haber tenido un asesinato por noche durante 15 años hasta su demolición en 1852.
Los italianos se establecieron por primera vez en los Five Points hacia los años 1850. La parroquia de la iglesia de la Transfiguración en el número 25 de Mott Street fue predominantemente italiana durante los años 1880. Mulberry Bend, nombrada por la curva en el trazo de Mulberry Street en el distrito de Chatham, se convirtió en el corazón de Little Italy, que en su momento más poblado estuvo limitado al sur por Worth Street, al este por el Bowery y al oeste por West Broadway.
"Almack's" (también conocido como "Pete Williams's Place"), una sala de baile propiedad de un afroamericano ubicada en el número 67 de Orange Street en Mulberry Bend (hoy Baxter Street), justo al sur de su intersección con Bayard Street, fue el lugar donde se dio la fusión del reel y el jig irlandés con el shuffle africano. A pesar de que diferentes grupos étnicos también interactuaron en otras partes de los Estados Unidos, creando nuevas formas de danza y música, en Nueva York esta música y danza se produjo espontáneamente en las calles tras competiciones entre músicos y danzantes afroamericanos e irlandeses. Estas competiciones se llevaban a cabo en Almack's y dieron lugar en poco tiempo al claqué (véase Master Juba) y, a largo plazo, a un género musical que fue precursor del jazz y el rock and roll. Este territorio está hoy ocupado por el Columbus Park.

## Enfermedades infecciosas
Enfermedades infecciosas como el cólera, tuberculosis, tifus, malaria y fiebre amarilla han plagado Nueva York desde la era colonial neerlandesa. La falta de conocimiento científico y de sistemas sanitarios, la tugurización y la ausencia de cualquier forma rudimentaria de cuidado médico hicieron que las áreas empobrecidas como los Five Points fueran ideales para el desarrollo y la propagación de estas enfermedades. Varias epidemias azotaron la ciudad de Nueva York en los siglos XVIII y XIX, algunas de las cuales se originaron en los Five Points. Otras fueron traídas por pasajeros que desembarcaban de naves que venían desde tierras lejanas, incluyendo inmigrantes. En junio de 1832, un brote de cólera en Five Points se propagó rápidamente a través de las viviendas tugurizadas y antihigiénicas antes de propagarse al resto de la ciudad. Sin entendimiento de los vectores de la enfermedad o la transmisión de ésta, algunos observadores creyeron que estas epidemias eran debidas a la inmoralidad de los residentes del barrio bajo:

"La experiencia diaria nos asegura sobre la seguridad de la templanza y la prudencia, a quienes están en circunstancias de confort […]. La enfermedad está hoy, más que antes, generando estragos en las guaridas de la infamia y la contaminación. Una prostituta en el 62 de Mott Street, que se decoraba a sí misma ante el espejo a la 1 de la tarde ayer, fue llevada en un coche fúnebre a las tres y media. Las constituciones destruidas de estas miserables criaturas sucumben casi instantáneamente ante el ataque […]. Pero la parte negociante de nuestra población parece estar en estado perfecto de salud y seguridad".
New-York Mercury, 18 de julio de 1832

## Disturbios
Los disturbios antiabolicionistas de 1834, también conocidos como los "Disturbios de Farren", ocurrieron en Nueva York durante cuatro noches seguidas, iniciándose el 7 de julio de 1834. Sus orígenes más profundos están en la combinación de nativismo y abolicionismo entre los protestantes, que habían controlado la ciudad desde la Revolución Americana, y el miedo y resentimiento de los negros ante el número creciente de inmigrantes irlandeses, que competían con ellos por los trabajos y las viviendas.
En 1827, Gran Bretaña abrogó la legislación que controlaba y restringía la inmigración desde Irlanda y 20 000 irlandeses emigraron. Para 1835, más de 30 000 irlandeses llegaban a Nueva York anualmente. Entre los edificios dañados por los disturbios estuvo el de la Iglesia Episcopal de San Felipe, la primera iglesia episcopal de la ciudad, ubicada entonces en el 122 de Centre Street. Fue saqueada y destruida por una muchedumbre de mayoría étnica irlandesa.

"Ladrillos, piedras y palos volaron densamente y desde las ventanas en todas direcciones, y los hombres corrieron salvajemente blandiendo armas de fuego. Los heridos yacían en las veredas y fueron pisoteados. Ahora los Rabbits ejecutarían una carga combinada y forzarían a sus antagonistas a retroceder desde Bayard Street hasta el Bowery. Entonces los fugitivos, con refuerzos, se volverían hacia sus perseguidores y los obligarían a retroceder hasta las calles Mulberry, Elizabeth y Baxter".
 The New-York Daily Times, 6 de julio de 1857

Los medios llamaron a una parte de los "Roach Guards", una pandilla violenta irlandesa, como los "Dead Rabbits".  Los disturbios de los Dead Rabbits empezaron cuando una facción destruyó el cuartel general de los Bowery Boys en el número 26 de Bowery el 4 de julio de 1857. Los Bowery Boys contratacaron, lo que llevó a un disturbio a gran escala que se desarrolló en Bayard Street, entre Bowery y Mulberry Street. Los disturbios se reanudaron el 5 de julio. Los Bowery Boys y los Dead Rabbits pelearon nuevamente en frente de los edificios en el 40 y el 42 de Bowery (los edificios originales aún existían en mayo del 2017), levantando barricadas en la calle. El 6 de julio, los Bowery Boys pelearon contra los Kerryonians (irlandeses del Condado de Kerry) en las calles Anthony y Centre Street.  El historiador Tyler Anbinder dice que el nombre "dead rabbits" "capturó de tal manera la imaginación de los neoyorquinos que la prensa continuó usándolo a pesar de la abundante evidencia de que no existía tal club o pandilla". Anbinder nota que "por mas de una década, Dead Rabbit se convirtió en la frase estándar con la que los residentes de la ciudad se referían a cualquier individuo o grupo escandalosamente desenfrenado".
A medida que los residentes tomaron ventaja del estado desorganizado de la fuerza policial de la ciudad, generada por el conflicto entre la policía municipal y la policía metropolitana, los gánsteres y otros criminales de todas partes de la ciudad empezaron a realizar saqueos y destrucción de propiedad. Se estima en mayo del 2018 que entre 800 y 1000 miembros de pandillas tomaron parte en los disturbios, junto con varios cientos de otros sujetos que aprovecharon los disturbios para saquear el área del Bowery. Fue el mayor disturbio desde el Disturbio de Astor Place en 1849. El orden fue restaurado por la milicia del Estado de Nueva York (bajo el mando del mayor general Charles W. Sandford), apoyada por destacamentos de la policía de la ciudad. Ocho personas fueron reportadas muertas y más de 100 recibieron heridas graves.[cita requerida]

## Reforma social y renovación
"Que el lugar conocido como Five Points ha sido durante mucho tiempo notorio... por ser el vivero donde se concibe y madura toda especie de vicio; que está infestado por una clase del carácter más abandonado y desesperado.... [Ellos] están reducidos de divertirse en sus deportes, de la aprensión... que pueden ser desviados del camino de la rectitud, al estar familiarizados con el vicio; y así, avanzando paso a paso, ser finalmente tragados por este sumidero de contaminación, este vórtice de infamia irremediable... En conclusión, la observación de su Comité es que este semillero de infamia, esta Sodoma moderna, está situada en el mismísimo corazón de su ciudad, y cerca del centro de negocios y de la población respetable... Quite este núcleo, esparza su población actual sobre una superficie más grande, abra esta parte de su ciudad a la empresa de hombres activos y respetables, y usted habrá hecho mucho por lo que los buenos hombres estarán agradecidos".

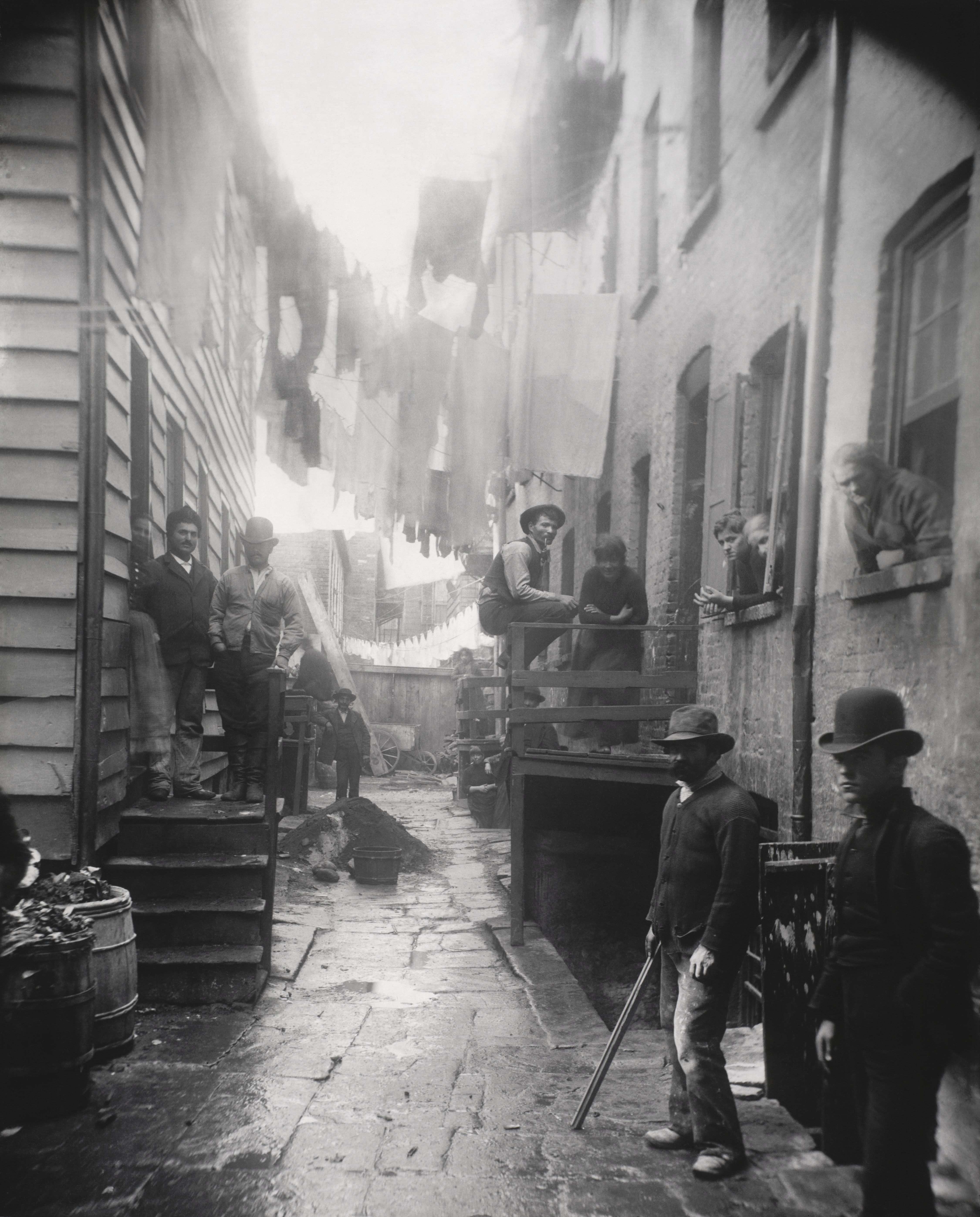
El "Cotarro del bandido", ubicado en el notorio Mulberry Bend 57 años después de que comerciantes presentaran en 1831 su "Petición para abrir los Five Points". Foto de Jacob Riis, 1888.

Los esfuerzos de diferentes organizaciones de caridad y de varios individuos, muchos de ellos de carácter cristiano, intentaron aminorar el sufrimiento de los pobres en los Five Points. El padre Félix Varela, un sacerdote nacido en Cuba, estableció una parroquia católica en la antigua iglesia episcopal de Cristo en Ann Street en 1827, para atender a los irlandeses católicos pobres. En 1836, la parroquia del padre Varela fue dividida en dos parroquias, una en James Street dedicada a San Santiago, y la segunda albergada en una iglesia presbiteriana en Chambers Street, que fue renombrada como Iglesia Católica de la Transfiguración. En 1853, la parroquia se reubicó en la esquina de las calles Mott y Cross, donde compraron el edificio de la Iglesia Protestante Episcopal Zion (c. 1801) de su congregación, que se mudó al norte de la ciudad.
La primera llamada para limpiar el barrio bajo de los Five Points mediante su total demolición llegó en 1829 de parte de comerciantes que mantenían negocios en la proximidad del barrio. Los esfuerzos por limpiar los barrios bajos (promovidos en particular por Jacob Riis, autor de Cómo vive la otra mitad, publicado en 1890) tuvieron éxito en derrumbar parte del Mulberry Bend, una de las peores secciones del barrio. Fue reconstruido como un parque diseñado por el notorio arquitecto y paisajista Calvert Vaux y nombrado Mulberry Bend Park en su apertura en 1897; hoy es conocido como Columbus Park.
Un mayor esfuerzo fue hecho para derruir la Old Brewery en Cross Street, descrita como una "gran cueva oscura, un hoyo negro en el que cada pesadilla urbana y miedo inenarrable puede ser proyectado". The Old Brewery había sido antiguamente la cervecería Coulthard's Brewery, que se ubicó en las afueras de la ciudad menos de 30 años antes, en los años 1790. Luego fue rodeada por la creciente ciudad y estuvo ubicada en Cross Street justo al sur de la intersección de los Five Points. La cervecería se hizo conocida como la "Old Brewery" (en inglés: "antigua cervecería") luego de convertirse en un conventillo y casa de alojamiento en 1837. Su piso bajo de techos altos y los dos pisos superiores fueron convertidos en cuatro pisos de apartamentos destruidos. La renta era barata y atraía a muchos inquilinos de bajos ingresos, muchos de ellos inmigrantes. El único censo tomado en 1850 reportó 221 personas viviendo en 35 departamentos, promediando 6.3 personas por departamento. Las cuentas entran en conflicto con el número total de personas que vivían en los pisos de la cervecería, pero todos concuerdan en que estaba tugurizada.
La pobreza vista en los Five Points también se mostraba en la Old Brewery, y las mujeres de la Misión Hogar tomaron acción. Este grupo metodista de caridad estuvo determinado en limpiar los Five Points. El Christian Advocate and Journal reportó sobre ese proyecto en octubre de 1853:

"En una reunión llevada a cabo en el Metropolitan Hall, en diciembre de 1851, tan convincente prueba fue dada del interés público en este proyecto, que la resolución fue aprobada por el Comité Ejecutivo para comprar la Old Brewery. Otras llamadas fueron hechas al público y noblemente alcanzadas. La celebrada guarida fue comprada y derruida pocos meses después y luego un noble edificio misionero ocupó ese sitio".

La nueva Casa Misión reemplazó a la Old Brewery, bajo la dirección de la Misión Five Points. Proveyó hogar, ropa, comida y educación como parte de su labor caritativa. El nuevo edificio tuvo 58 habitaciones disponibles para ocupar, 23 más que la Old Brewery.

## El área en la actualidad
El área antiguamente ocupada por los Five Points fue gradualmente reconstruida durante el siglo XX. Al oeste y al sur, está ocupada por varios edificios de la administración federal, estatal y local así como por cortes de justicia, en lo que es conocido como el Civic Center (en inglés: "Centro Cívico"). Además, Columbus Park, Collect Pond Park, Foley Square y varias instalaciones del Departamento de Corrección de la Ciudad de Nueva York están agrupados alrededor de la parte baja de Centre Street. Las prisiones son el más directo enlace al pasado del barrio: la infame cárcel The Tombs, en la que muchos criminales de los Five Points fueron encarcelados y algunos pocos ejecutados, se levanta cerca del sitio de la actual "City Prison Manhattan" en el 125 de White Street. La porción nororiental y oriental de los Five Points se encuentran en la actualidad dentro del creciente Chinatown. Muchos edificios de departamentos que se alinean en las calles de esta zona datan de finales del siglo XIX.

## Personas notables
- Paul Kelly, gánster estadounidense de ascendencia italiana y fundador de la Five Points Gang, cuyos miembros incluyeron a futuros jefes criminales como Johnny Torrio, Al Capone y Lucky Luciano
- John Morrissey, boxeador a puño limpio irlandés, líder de la pandilla criminal de los Dead Rabbits en Nueva York, Senador del Estado de Nueva York del Partido Demócrata y miembro de la Cámara de Representantes por Nueva York apoyado por Tammany Hall.

## En la cultura popular
Teatro
- Paradise Square (2018) es una obra musical ubicada en los Five Points que se estrenó en el Berkeley Repertory Theatre el 27 de diciembre de 2018.[23]

Cine
- Gangs of New York (2002) es una película histórica ambientada a mediados del siglo XIX en los Five Points. La película, dirigida por Martin Scorsese y escrita por Jay Cocks, Steven Zaillian y Kenneth Lonergan, se inspiró en el libro de Herbert Asbury The Gangs of New York (1928).
- El golpe (1973) transcurre en este barrio.

Televisión
- Copper, serie dramática de BBC America que se ubica en los años 1860 en los Five Points.
- El episodio 1 de la tercera temporada de la serie Hell on Wheels, titulado "Big Bad Wolf", transcurre en este vecindario.

Literatura
- Hot Corn: Life Scenes in New York Illustrated (1854), de Solon Robinson, contiene historias sobre residentes de los Five Points.
- La novela histórica de Edward Rutherfurd Nueva York se ubica, en parte, en los Five Points.
- May the Road Rise up to Meet You, de Peter Troy
- Winter's Tale, de Mark Helprin
- The Gods of Gotham, de Lyndsay Faye
- Lair of Dreams, novela de jóvenes adultos de Libba Bray
- Murder on Mulberry Bend, de Victoria Thompson.
- Andersonville (1955), de MacKinlay Kantor, incluye una descripción del vecindario en el capítulo X.
- City of Glory (2007), de Beverly Swerling, incluye una descripción del desarrollo del vecindario y de algunos de sus residentes.
- Sangre verde (2011-2013) (グリーン・ブラッド, Gurīn buraddo) es un manga japonés de Kakizaki Masasumi que tiene lugar en los Five Points y el sexto cuartel que lo rodea luego del final de la Guerra Civil.

Música
- La canción de Tom Waits y Kathleen Brennan "Never Let Go" contiene la línea: "Down at the Five Points I stand", que sugiere un estado físico o emocional.[24]